# Scream & Shout
"Scream & Shout" é uma canção do artista musical estadunidense will.i.am, contida em seu quarto álbum de estúdio #willpower (2013). Conta com a participação da cantora compatriota Britney Spears. Foi composta e produzida por will.i.am juntamente com Lazy Jay, com o axílio na escrita por Jean Baptiste. A faixa foi lançada como segundo single do disco em 20 de novembro de 2012. Com mais de 8.1 milhões de unidades comercializadas em 2013, a canção faz parte da lista de singles com mais downloads pagos no mundo.

## Faixas e formatos
| Download digital |                                       |         |  |
| N.º              | Título                                | Duração |  |
| 1.               | "Scream & Shout" (com Britney Spears) | 4:44    |  |

| CD single da Alemanha |                                                    |         |  |
| N.º                   | Título                                             | Duração |  |
| 1.                    | "Scream & Shout" (com Britney Spears) (Dirty Main) | 4:44    |  |
| 2.                    | "Scream & Shout" (com Britney Spears) (Clean Edit) | 4:10    |  |

| Download digital de remix |                                                                                      |         |  |
| N.º                       | Título                                                                               | Duração |  |
| 1.                        | "Scream & Shout" (com Britney Spears, Hit-Boy, Waka Flocka Flame, Lil Wayne & Diddy) | 5:55    |  |

## Desempenho nas tabelas musicais

### Posições
| Tabela musical (2012-13)                                      | Melhor posição |
| ------------------------------------------------------------- | -------------- |
| Alemanha (Media Control Charts)                               | 1              |
| Austrália (ARIA Charts)                                       | 2              |
| Áustria (Ö3 Austria Top 40)                                   | 1              |
| Bélgica (Ultratop 50 de Flandres)                             | 1              |
| Bélgica (Ultratop 40 da Valônia)                              | 1              |
| Brasil (Brasil Hot 100 Airplay)                               | 27             |
| Brasil (Brasil Hot Pop Songs)                                 | 5              |
| Canadá (Canadian Hot 100)                                     | 1              |
| Coreia do Sul (Gaon Music Chart)                              | 3              |
| Dinamarca (Tracklisten)                                       | 1              |
| Escócia (The Official Charts Company)                         | 1              |
| Eslováquia (IFPI Slovenská Republika)                         | 3              |
| Espanha (Productores de Música de España)                     | 1              |
| Estados Unidos (Billboard Hot 100)                            | 3              |
| Estados Unidos (Pop Songs)                                    | 3              |
| Estados Unidos (Hot Dance Club Songs)                         | 3              |
| Estados Unidos (Dance/Electronic Songs)                       | 1              |
| Finlândia (IFPI Finlândia)                                    | 1              |
| França (Syndicat National de l'Édition Phonographique)        | 1              |
| Irlanda (Irish Recorded Music Association)                    | 1              |
| Noruega (VG-lista)                                            | 1              |
| Nova Zelândia (Recording Industry Association of New Zealand) | 1              |
| Países Baixos (MegaCharts)                                    | 1              |
| Reino Unido (UK Singles Chart)                                | 1              |
| Reino Unido (UK R&B Chart)                                    | 1              |
| Chéquia (IFPI Česká Republika)                                | 2              |
| Suécia (Sverigetopplistan)                                    | 2              |
| Suíça (Schweizer Hitparade)                                   | 1              |

### Tabelas de fim-de-ano
| Tabela musical (2012)                                  | Posição |
| ------------------------------------------------------ | ------- |
| Austrália (ARIA Charts)                                | 47      |
| França (Syndicat National de l'Édition Phonographique) | 48      |
| Reino Unido (UK Singles Chart)                         | 78      |

### Certificações
| País                       | Certificação      |
| -------------------------- | ----------------- |
| Alemanha (BVMI)            | 2× Platina        |
| Austrália (ARIA)           | 6× Platina        |
| Áustria (IFPI Áustria)     | Platina           |
| Bélgica (BEA)              | Platina           |
| Dinamarca (IFPI Dinamarca) | 3× Platina        |
| Espanha (PROMUSICAE)       | Ouro              |
| Estados Unidos (RIAA)      | 3× Platina        |
| Itália (FIMI)              | 3× Platina        |
| México (AMPROFON)          | 2× Platina + Ouro |
| Nova Zelândia (RIANZ)      | 2× Platina        |
| Reino Unido (BPI)          | 2× Platina        |
| Suécia (GLF)               | 3× Platina        |
| Suíça (IFPI Schweiz)       | 2× Platina        |

## Histórico de lançamento
| País           | Data                   | Formato          | Gravadora  |
| -------------- | ---------------------- | ---------------- | ---------- |
| Austrália      | 21 de novembro de 2012 | Download digital | Interscope |
| Brasil         | 21 de novembro de 2012 | Download digital | Interscope |
| Dinamarca      | 21 de novembro de 2012 | Download digital | Interscope |
| Estados Unidos | 21 de novembro de 2012 | Download digital | Interscope |
| França         | 21 de novembro de 2012 | Download digital | Interscope |
| Nova Zelândia  | 21 de novembro de 2012 | Download digital | Interscope |
| Portugal       | 21 de novembro de 2012 | Download digital | Interscope |
| Estados Unidos | 27 de novembro de 2012 | Rádio mainstream | Interscope |